# Хор (сезон 1)
«Хор» (англ. Glee) — американский телевизионный сериал, выходящий на канале Fox с 19 мая 2009 года, и рассказывающий о хоре «Новые горизонты» вымышленной школы имени Уильяма МакКинли в городе Лайма, штат Огайо. Первый сезон включает 22 серии, вышедшие в США с 19 мая 2009 по 8 июня 2010 года. В России он был впервые показан под названием «Лузеры» на канале ТНТ с 15 сентября по 14 октября 2010.

## Актёры
| Актёр            | Персонаж            | Серии |
| ---------------- | ------------------- | ----- |
| Мэттью Моррисон  | Уилл Шустер         | 22    |
| Лиа Мишель       | Рейчел Берри        | 22    |
| Кори Монтейт     | Финн Хадсон         | 22    |
| Дианна Агрон     | Куинн Фабре         | 22    |
| Крис Колфер      | Курт Хаммел         | 22    |
| Кевин Макхейл    | Арти Абрамс         | 22    |
| Эмбер Райли      | Мерседес Джонс      | 22    |
| Марк Саллинг     | Ноа Пакерман        | 22    |
| Дженна Ашковиц   | Тина Коэн-Чанг      | 22    |
| Ная Ривера       | Сантана Лопес       | 22    |
| Хезер Моррис     | Бриттани Пирс       | 21    |
| Джейн Линч       | Сью Сильвестр       | 20    |
| Гарри Шам        | Майк Чанг           | 19    |
| Дижон Тэлтон     | Мэтт Разерфорд      | 19    |
| Икбал Теба       | Директор Фиггинс    | 17    |
| Джейма Мейс      | Эмма Пиллсберри     | 16    |
| Джессалин Гилсиг | Терри Шустер        | 13    |
| Патрик Галлахер  | Кен Танака          | 10    |
| Джош Сассмэн     | Джейкоб Бен Израэль | 10    |
| Джонатан Грофф   | Джесси Сент Джеймс  | 7     |

## Описание эпизодов
| № | Премьера         | Оригинальное название | Русское название            | Сценарист                             | Режиссёр             |
| --- | ---------------- | --------------------- | --------------------------- | ------------------------------------- | -------------------- |
| 1 (1.01) | 19 мая 2009      | Pilot                 | Пилот                       | Райан Мёрфи, Брэд Фэлчак, Йен Бреннан | Райан Мёрфи          |
| Преподаватель испанского Уилл Шустер берёт на себя руководство школьным хором. Устроив прослушивание, он находит нескольких талантливых учеников: Рэйчел Берри, Мерседес Джонс, Курта Хаммела, Тину Коэн-Чанг и Арти Абрамса. Лидер футбольной команды Финн Хадсон тоже обладает прекрасным голосом, но боится, что выступления на сцене не добавят ему авторитета среди других спортсменов. С самого начала Уилла начинает ненавидеть тренер черлидерш - Сью Сильвестр. Тем временем, жена Шустера, Тэрри сообщает ему, что беременна. |                  |                       |                             |                                       |                      |
| 2 (1.02) | 9 сентября 2009  | Showmance             | Шоумены                     | Райан Мёрфи, Брэд Фэлчак, Йен Бреннан | Райан Мёрфи          |
| Чтобы привлечь новых ребят, хор выступает на школьной сцене. Желание Рэйчел быть ближе к Финну заставляет её присоединиться к Клубу Воздержания, который тот посещает со своей девушкой Куинн. Школьный психолог Эмма Пиллсбери испытывает симпатию к женатому Уиллу, а в неё саму безнадёжно влюблён тренер Кен Танака. Беременность Тэрри оказывается ложной, но она скрывает это от мужа. Сью решает внедрить Куинн, Сантану и Бриттани в хор, чтобы уничтожить его изнутри.                                                         |                  |                       |                             |                                       |                      |
| 3 (1.03) | 16 сентября 2009 | Acafellas             | Акафеллас                   | Райан Мёрфи                           | Джон Скотт           |
| Уилл создаёт вокальную группу «Акафеллас». Члены хора пытаются заработать деньги, чтобы нанять профессионального хореографа для постановки танцев. Мерседес влюбляется в Курта, не догадываясь о том, что он гей. |                  |                       |                             |                                       |                      |
| 4 (1.04) | 23 сентября 2009 | Preggers              | Беременные                  | Брэд Фэлчак                           | Брэд Фэлчак          |
| Сью становится ведущей рубрики в местных теленовостях. Рэйчел недовольна тем, что Шустер отдал сольную партию в новом номере Тине, поэтому уходит из хора. Чтобы заслужить похвалу отца, Курт присоединяется к футбольной команде, и весьма оригинальным способом помогает ей выиграть матч. После этого он все-таки решается рассказать Хаммелу-старшему о своей гомосексуальности. Куинн говорит Финну, что беременна от него, хотя настоящий отец ребёнка — Ноа Пакерман.                                                            |                  |                       |                             |                                       |                      |
| 5 (1.05) | 30 сентября 2009 | The Rhodes Not Taken  | Обойдёмся без Роудс         | Джон Скотт                            | Йен Бреннан          |
| Рэйчел готовится к роли в мюзикле. Чтобы заменить ушедшую солистку, Уилл приглашает свою бывшую одноклассницу Эйприл Роудс, которая некогда была звездой хора. Она прекрасно справляется с вокальными партиями, но плохо влияет на подростков: знакомит Курта с алкоголем, учит Тину и Мерседес выносить вещи из магазинов и флиртует с футболистами. Когда Эйприл появляется на выступлении пьяной, Шустер понимает, что так больше не может продолжаться, но вовремя появившаяся Рэйчел заменяет её.                                  |                  |                       |                             |                                       |                      |
| 6 (1.06) | 7 октября 2009   | Vitamin D             | Витамин D                   | Элоди Кин                             | Райан Мёрфи          |
| Чтобы стимулировать ребят к более активной работе, Уилл делит их на две команды и устраивает соревнование. Тэрри хочет помешать отношениям своего мужа с Эммой, поэтому устраивается в школу медсестрой. Кен делает Эмме предложение. Тэрри снабжает учеников, жалующихся на усталость, псевдоэфедрином. Когда об этом становится известно директору Фиггинсу, он увольняет её, и назначает Сью соруководителем хора. |                  |                       |                             |                                       |                      |
| 7 (1.07) | 14 октября 2009  | Throwdown             | Отвязные танцы              | Брэд Фэлчак                           | Райан Мёрфи          |
| Сью пытается расколоть хор. Куинн делает УЗИ и узнаёт, что ждёт девочку. Уилл говорит Тэрри, что хочет пойти к гинекологу вместе с ней, и она снова идёт на обман, чтобы сохранить свою тайну. |                  |                       |                             |                                       |                      |
| 8 (1.08) | 21 октября 2009  | Mash-Up               | Поппури                     | Йен Бреннан                           | Элоди Кин            |
| Кен и Эмма просят Уилла помочь с выбором песни для первого танца на свадьбе. Футболистам приходится выбирать между командой и хором. Сью собирается на свидание с ведущим новостей Родом Ремингтоном. Пак предлагает Рэйчел встречаться. Куинн теряет своё место в группе поддержки. |                  |                       |                             |                                       |                      |
| 9 (1.09) | 11 ноября 2009   | Wheels                | Колёса                      | Райан Мёрфи                           | Пэрис Барклай        |
| Клубу нужен специальный автобус, чтобы Арти мог поехать на соревнования вместе с остальными. Финн и Пак пытаются доказать Куинн, что могут обеспечить ребёнка. Сью неожиданно берёт на освободившееся место в команде девочку с синдромом Дауна, что вызывает подозрение у Шустера. Курт и Рэйчел борются за право исполнить песню из мюзикла «Злая». |                  |                       |                             |                                       |                      |
| 10 (1.10) | 18 ноября 2009   | Ballad                | Баллада                     | Брэд Фэлчак                           | Брэд Фэлчак          |
| Новое задание для хора — разделиться на пары и спеть друг для друга баллады о своих чувствах. Из-за нехватки ребят, партнёром Рэйчел становится мистер Шустер. Родители Куинн узнают о беременности дочери и выгоняют её из дома. Финн предлагает ей жить у него. Пак рассказывает Мерседес, что он настоящий отец ребёнка. |                  |                       |                             |                                       |                      |
| 11 (1.11) | 25 ноября 2009   | Hairography           | Хаерография                 | Йен Бреннан                           | Билл Д’Элиа          |
| Соперники «Новых горизонтов» — академия для несовершеннолетних преступниц и школа для глухих. Но обойти их не так просто, особенно если Сью Сильвестр становится на сторону конкурентов. Куинн сомневается в правильности своего выбора относительно будущего ребёнка. Курт даёт Рэйчел несколько советов по смене имиджа, после чего её шансы понравиться Финну резко падают. |                  |                       |                             |                                       |                      |
| 12 (1.12) | 2 декабря 2009   | Mattress              | Матрасы                     | Райан Мёрфи                           | Элоди Кин            |
| Никто кроме Рэйчел не хочет фотографироваться для школьного ежегодника, так как фотографии членов хора в нём обычно подвергаются вандализму. Чтобы поднять престиж своего кружка, ребята снимаются в рекламе магазина матрасов. Уилл находит в шкафу накладной живот Тэрри, и расстаётся с ней. |                  |                       |                             |                                       |                      |
| 13 (1.13) | 9 декабря 2009   | Sectionals            | Отборочные                  | Брэд Фэлчак                           | Брэд Фэлчак          |
| Отстранённый от руководства хором Уилл не может сопровождать своих учеников на отборочных соревнованиях, и его заменяет Эмма, которая ради этого откладывает свадьбу. Кен Танака понимает, что она всё ещё влюблена в Шустера и порывает с ней. Финн узнаёт, что Куинн беременна от Пака. Соперники исполняют песни «Новых горизонтов», список которых им передала Сью. Узнав об этом, директор Фиггинс отстраняет Сильвестр и позволяет Шустеру вернуться к работе.                                                                    |                  |                       |                             |                                       |                      |
| 14 (1.14) | 13 апреля 2010   | Hell-O                | Привет                      | Йен Бреннан                           | Брэд Фэлчак          |
| С помощью шантажа Сью возвращается на своё место. Уилл начинает встречаться с Эммой. Рэйчел знакомится в библиотеке с солистом хора «Вокальный адреналин» Джесси Сент-Джеймсом. |                  |                       |                             |                                       |                      |
| 15 (1.15) | 20 апреля 2010   | The Power of Madonna  | Сила Мадонны                | Райан Мёрфи                           | Райан Мёрфи          |
| Выясняется, что Сью — ярая фанатка Мадонны. Курт и Мерседес помогают ей снять собственный клип на песню «Vogue», после чего Сильвестр приглашает их в группу поддержки. Сразу три пары решают заняться сексом — Финн и Сантана, Рэйчел и Джесси, Эмма и Уилл. Джесси переводится в школу Мак-Кинли, чтобы открыто встречаться с Рэйчел, но многие подозревают его в шпионаже в пользу «Вокального адреналина». |                  |                       |                             |                                       |                      |
| 16 (1.16) | 27 апреля 2010   | Home                  | Дом                         | Брэд Фэлчак                           | Пэрис Барклай        |
| В поисках помещения для репетиций, Уилл встречает Эйприл Роудс. Сью требует, чтобы Мерседес сбросила вес, и девушка садится на жёсткую диету. Курт пытается свести своего отца с матерью Финна, думая, что это поможет ему самому быть ближе к возлюбленному. |                  |                       |                             |                                       |                      |
| 17 (1.17) | 4 мая 2010       | Bad Reputation        | Плохая репутация            | Йен Бреннан                           | Элоди Кин            |
| Мистер Шустер даёт ребятам задание реабилитировать песни, которые в своё время имели дурную репутацию. Кто-то развешивает по школе рейтинг студентов, основанный на «коэффициенте сексуальной распущенности». Ученики находят видео, где Сью Сильвестр танцует под Оливию Ньютон-Джон, и выкладывают его на YouTube. |                  |                       |                             |                                       |                      |
| 18 (1.18) | 11 мая 2010      | Laryngitis            | Ларингит                    | Райан Мёрфи                           | Альфонсо Гомес-Рехон |
| Чтобы вернуть потерянный авторитет, Пак начинает встречаться с Мерседес. Рэйчел переживает из-за потери голоса, и Финн знакомит её со своим другом Шоном, парализованным после тяжёлой травмы. Курт хочет сблизиться с отцом, поэтому меняет имидж, репертуар, и даже начинает встречаться с Бриттани. Берт советует сыну быть самим собой, и говорит, что всегда будет любить его таким, какой он есть. |                  |                       |                             |                                       |                      |
| 19 (1.19) | 18 мая 2010      | Dream On              | Мечтай                      | Брэд Фэлчак                           | Джосс Уэдон          |
| Давний соперник Уилла Брайан Райан становится членом школьного совета, и пытается закрыть клуб. Арти переживает, что из-за своей инвалидности он никогда не сможет танцевать. Выясняется, что руководитель «Вокального адреналина» Шелби Коркоран — биологическая мать Рэйчел. |                  |                       |                             |                                       |                      |
| 20 (1.20) | 25 мая 2010      | Theatricality         | Театральность               | Райан Мёрфи                           | Райан Мёрфи          |
| Фиггинс встревожен волной «псевдовампиризма» среди школьников, вдохновлёных сагой «Сумерки», поэтому запрещает Тине одеваться в готическом стиле. Рэйчел встречается с Шелби. Финну не нравится жить в одной комнате с Куртом. Для новых номеров участники хора используют образы Леди Гага и группы «Kiss». |                  |                       |                             |                                       |                      |
| 21 (1.21) | 1 июня 2010      | Funk                  | Фанк                        | Йен Бреннан                           | Элоди Кин            |
| Джесси возвращается в «Вокальный адреналин». Уилл и Тэрри подписывают бумаги о разводе. Чтобы отомстить Сью за унижения, Шустер притворяется, что влюблён в неё. |                  |                       |                             |                                       |                      |
| 22 (1.22) | 8 июня 2010      | Journey to Regionals  | Путешествие на региональные | Брэд Фэлчак                           | Брэд Фэлчак          |
| Хор «Новые горизонты» отправляется на региональные соревнования. Фиггинс говорит Уиллу, что в случае провала кружок будет закрыт. После выступления у Куинн начинаются схватки. Она рожает девочку, которую удочеряет Шелби Коркоран. Хор проигрывает конкурс, но Сью не позволяет директору распустить его. |                  |                       |                             |                                       |                      |